# 伊瓦什基夫齊 (特諾皮爾州)
49°39′58″N 25°40′11″E / 49.66611°N 25.66972°E
伊瓦什基夫齊（羅馬化：Ivashkivtsi）是烏克蘭的村落，位於該國西部捷爾諾波爾州，由捷尔诺波尔区負責管轄，處於赫尼茲代奇納河左岸，距離奧普里利夫齊3公里，始建於1760年，面積1.07平方公里，2001年人口244。